# Киннунен, Лайла
Ла́йла Ки́ннунен (фин. Laila Kinnunen, настоящее имя Лаура Анники Киннунен фин. Laura Annikki Kinnunen; 8 ноября 1939, Вантаа, Финляндия — 26 октября 2000, Хейнявеси) — финская эстрадная певица.

## Биография
Родилась 8 ноября 1939 в пригороде Хельсинки — городе Вантаа. Вскоре, с началом войны, её семья была эвакуирована в Швецию, где она и провела свои детские годы. В Финляндию вернулась только в 1949 году, в возрасте 10 лет.
В 1955 певица победила на певческом конкурсе в Хельсинки, в 1955—1956 годах была солисткой в оркестре Лассе Пихлаянмаа, позже — в оркестрах Олли Хяме и Эркки Мелакоски. Уже первая её пластинка «Lazzarella», записанная в 1957 году, быстро набрала популярность. В конце 1950-х годов были записаны песни «Illalla, illalla», «Kellä kulta, sillä onni», «Kuume», «Marina», «Jazzbasilli» и «Pieni kukkanen».
В 1961 году Киннунен с песней «Valoa ikkunassa» («Свет в окне») представляла Финляндию на Конкурсе песни Евровидение, проходившем в Каннах, и заняла десятое место. После этого певица стала известна не только на родине, но и во всей Европе. Также Лайла Киннунен участвовала в национальном отборочном туре в 1962 году с песней «Lumineito», в 1966 с песней «Muistojen bulevardi», в 1967 с «Unohdusta ei ole» и в 1969 с «Potkis».
В 1960-е певица исполняет песни в самых разных жанрах — босса-нова, джаз, романсы и финские народные песни. Наиболее известные записи — «Soittajapoika», «Mandshurian kummut», «Tiet», «Yön äänet», «Epävireiset sydämet», «Yhden nuotin samba», «Ipaneman tyttö», «Kun» и «En vastaa jos soitat». В 1962 году Лайла записала также несколько песен дуэтом со своей сестрой Ритвой Киннунен, в частности «Pojat» и «Lauantai».
Также Киннунен играла в шведском театре в Хельсинки, снималась в кино (например, весьма известен фильм Большой парад мелодий), участвовала в телепрограммах.
Однако в 1967 году было сделано лишь несколько записей. В начале 1970-х годов был разорван контракт с крупным лейблом Scandia. После этого певица записала ещё несколько песен, однако в начале 1980-х годов окончательно ушла со сцены.
В 1989 году, к пятидесятилетию певицы, был снят документальный фильм о её жизни и творчестве «Лайла».
Лайла Киннунен дважды была замужем: сначала за актёром Вилле-Вейкко Саминеном, затем за югославским музыкантом Мисо Мисичем. От второго брака в 1970 году родилась дочь Милана Мисич, которая также стала певицей.
В 2000 году Киннунен скончалась и была похоронена на кладбище Мальми в квартале № 34.

## Альбомы
- Laila (LP, Scandia 1965)
- Iskelmiä vuosien varrelta (LP, Scandia 1974)
- Ajaton Laila Kinnunen (LP, Scandia 1974)
- Sävelkansio (LP, Helmi 1980)
- Valoa ikkunassa (2LP, Helmi 1986)
- 32 ikivihreää (2LP, Safir 1989)
- 24 ikivihreää (CD, Finnlevy 1989) (1976)
- Mandschurian kummut (CD, Basebeat 1989)
- Unohtumattomat (CD, Helmi 1992)
- Parhaat (3CD, Valitut Palat 1994)
- 20 suosikkia — Lazzarella (CD, F Records 1996)
- 20 suosikkia — Valoa ikkunassa (CD, F Records 1996)
- 20 suosikkia — Mandshurian kummut (CD, F Records 1997)
- 20 suosikkia — Idän ja lännen tiet (CD, F Records 1997)
- Muistojen laila (CD, F Records 1999)
- Kaikki kauneimmat (CD, F Records 2000)
- Muistojen kyyneleet — 20 ennen julkaisematonta laulua (CD, Mediamusiikki 2001)
- Kadonneet helmet: 20 ennenjulkaisematonta laulua (CD, Mediamusiikki 2002)
- Kadonneet helmet 2: 20 ennenjulkaisematonta laulua (CD, Mediamusiikki 2004)
- 30 suosikkia (CD, Warner Music 2007)